# Гюйо, Рене
Рене Гюйо (фр. René Guyot; 1882 — ?) — французский стрелок, серебряный призёр летних Олимпийских игр 1900.
На Играх 1900 Гюйо соревновался только в стендовой стрельбе и занял в этом состязании второе место, получив серебряную медаль.